# برندا سونگ
برندا سونگ (به انگلیسی: Brenda Song) (زاده ۲۷ مارس ۱۹۸۸) یک بازیگر ، خواننده، دوبلور و تهیه کننده فیلم آمریکایی است که از آثار او می‌توان به فیلم شهر بوگی، تغییر زمین و زندگی سوئیت روی عرشه اشاره کرد.